# دوقر (الحيمة الداخلية)

تعديل مصدري - تعديل

دوقر هي إحدى قرى عزلة الجدعان بمديرية الحيمة الداخلية التابعة لمحافظة صنعاء، بلغ تعداد سكانها 45 نسمة حسب تعداد اليمن لعام 2004.